# Nýrsko
Nýrsko (en allemand : Neuern) est une ville du district de Klatovy, dans la région de Plzeň, en République tchèque. Sa population s'élevait à 5 113 habitants en 2024.

## Géographie
Nýrsko est arrosée par la rivière Úhlava et se trouve dans la Forêt de Bohême, à 16 km au sud-ouest de Klatovy, à 53 km au sud de Plzeň et à 128 km au sud-ouest de Prague.

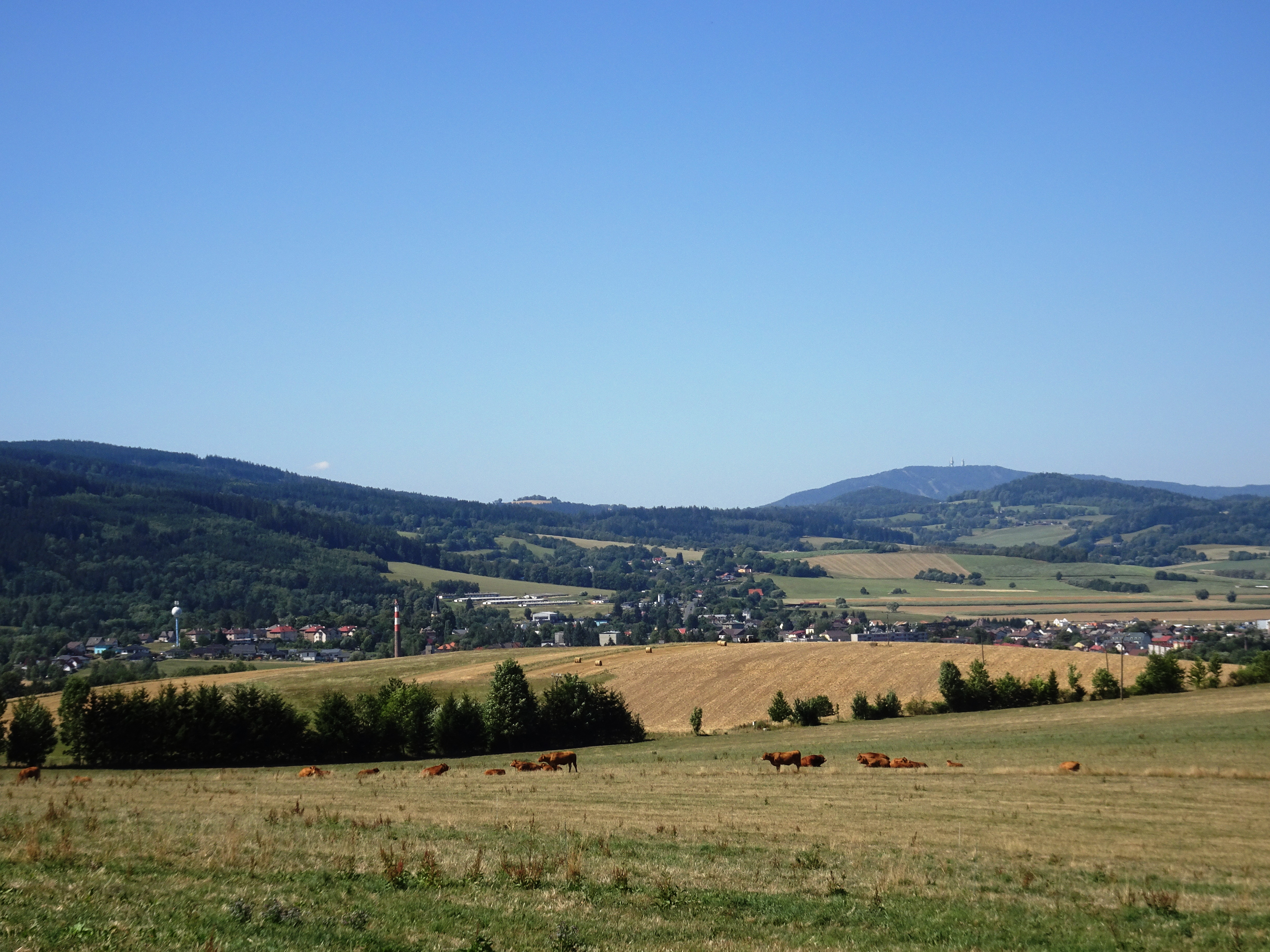
Nýrsko : vue générale.

La commune se compose de deux sections. Au nord, la section principale est limitée par Pocinovice, Běhařov et Janovice nad Úhlavou au nord, par Strážov à l'est, par Dešenice et Hamry au sud, et par Chudenín à l'ouest. Au sud, le quartier de Zelená Lhota forme une exclave limitée par Dešenice au nord, par Železná Ruda à l'est et au sud, et par Hamry à l'ouest.

## Histoire
La première mention écrite de la localité date de 1327.

## Administration
La commune se compose de sept sections :
- Nýrsko
- Blata
- Bystřice nad Úhlavou
- Hodousice
- Stará Lhota
- Starý Láz
- Zelená Lhota (quartier séparé du reste de la commune par Dešenice).

## Personnalité
- Hans Watzlik (1879-1948), écrivain allemand

## Jumelage
- Neukirchen beim Heiligen Blut (Allemagne)

## Galerie

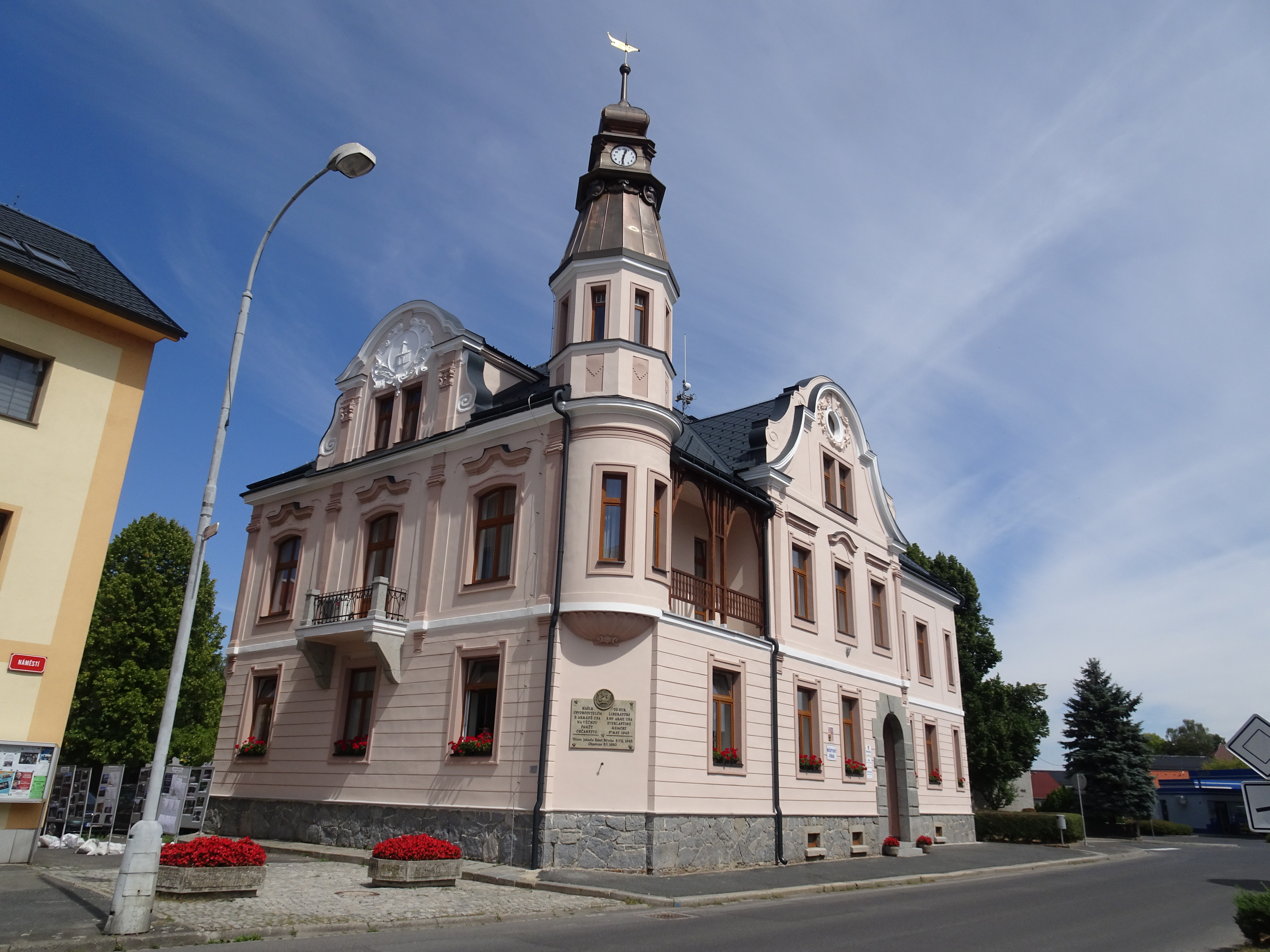
Nýrsko : hôtel de ville.
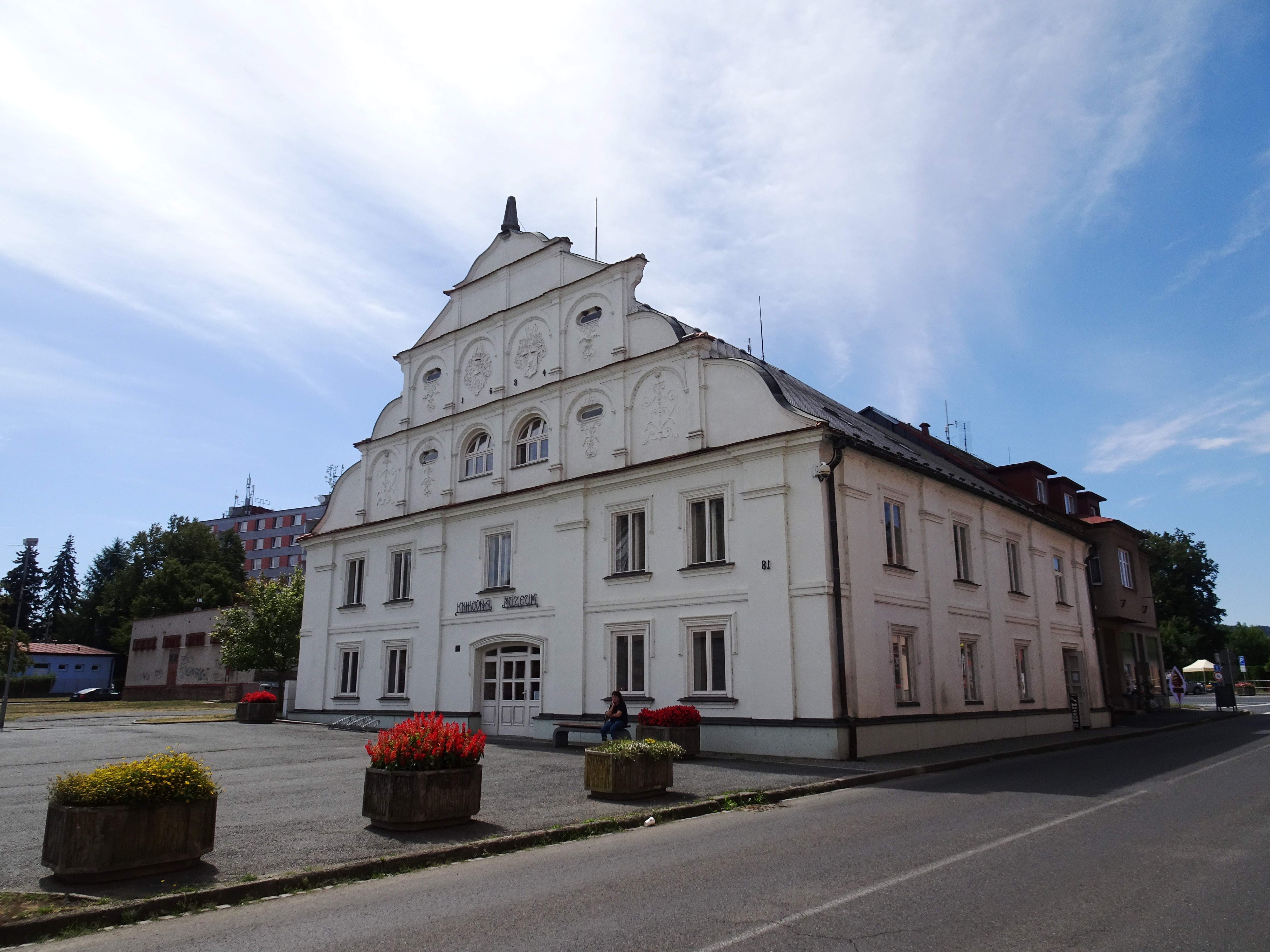
Musée de Nýrsko.

## Transports
Par la route, Nýrsko se trouve à 18 km de Klatovy, à 60 km de Plzeň et à 148 km de Prague.

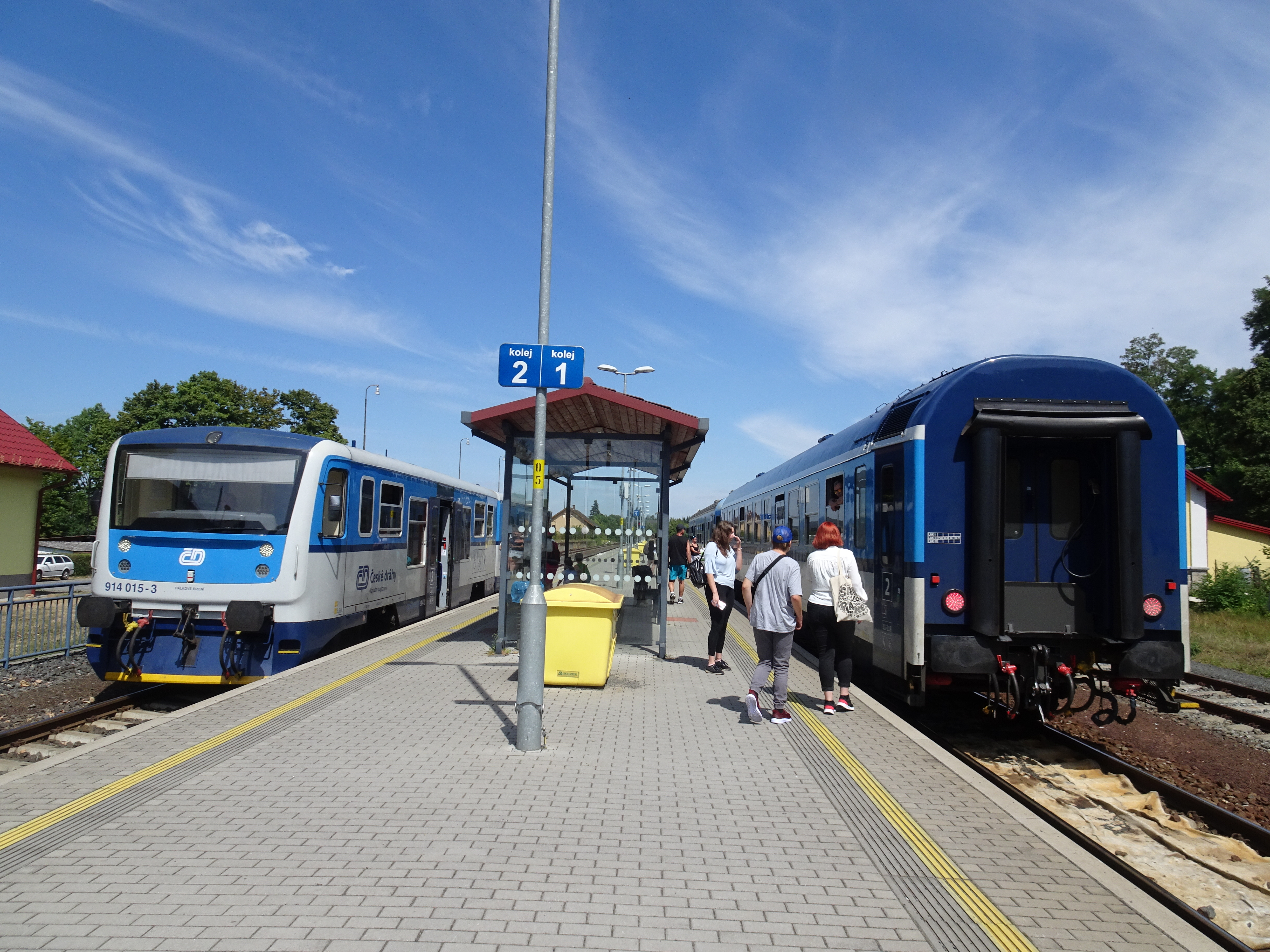
Nýrsko : gare ferroviaire.
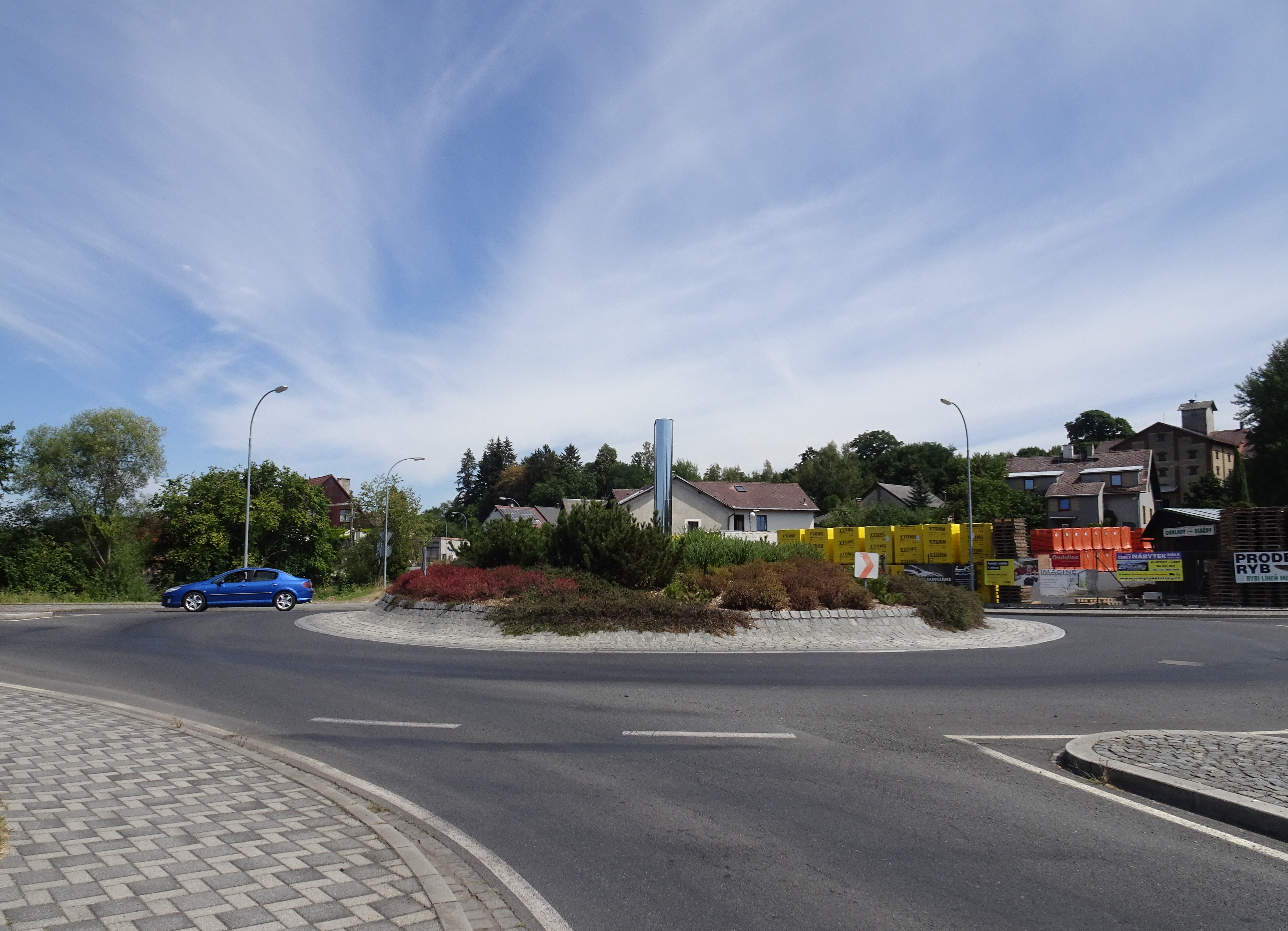
Rond-point à Nýrsko.